# Будаку-де-Жос (комуна)
Будаку-де-Жос (рум. Budacu de Jos) — комуна у повіті Бистриця-Несеуд в Румунії. До складу комуни входять такі села (дані про населення за 2002 рік):
- Будаку-де-Жос (896 осіб) — адміністративний центр комуни
- Будуш (574 особи)
- Желна (746 осіб)
- Монаріу (455 осіб)
- Сіміонешть (217 осіб)

Комуна розташована на відстані 318 км на північ від Бухареста, 5 км на південь від Бистриці, 77 км на північний схід від Клуж-Напоки.

## Населення
За даними перепису населення 2002 року у комуні проживали 2888 осіб.
Національний склад населення комуни:
| Національність | Кількість осіб | Відсоток |
| -------------- | -------------- | -------- |
| румуни         | 2254           | 78,0%    |
| цигани         | 606            | 21,0%    |
| угорці         | 23             | 0,8%     |
| німці          | 3              | 0,1%     |
| українці       | 2              | 0,1%     |

Рідною мовою назвали:
| Мова      | Кількість осіб | Відсоток |
| --------- | -------------- | -------- |
| румунська | 2760           | 95,6%    |
| циганська | 117            | 4,1%     |
| угорська  | 10             | 0,3%     |
| німецька  | 1              | < 0,1%   |

Склад населення комуни за віросповіданням:
| Релігія                                       | Кількість осіб | Відсоток |
| --------------------------------------------- | -------------- | -------- |
| православні                                   | 2594           | 89,8%    |
| п'ятдесятники                                 | 187            | 6,5%     |
| адвентисти                                    | 41             | 1,4%     |
| баптисти                                      | 26             | 0,9%     |
| римо-католики                                 | 10             | 0,3%     |
| реформати                                     | 8              | 0,3%     |
| греко-католики                                | 4              | 0,1%     |
| лютерани (Синодально-пресвітеріанська церква) | 4              | 0,1%     |
| не релігійні                                  | 1              | < 0,1%   |
| не вказали релігію                            | 3              | 0,1%     |